# Diecezja Jacmel
Diecezja Jacmel (łac. Dioecesis Iacmeliensis) – katolicka diecezja na Haiti należąca do archidiecezji Port-au-Prince. Została erygowana 25 lutego 1988 roku.

## Ordynariusze
- Guire Poulard (1988 - 2009)
- Launay Saturné (2010 - 2018)
- Glandas Toussaint (od 2018)